# Asier Illarramendi
Asier Illarramendi "Illarra" Andonegi (sinh ngày 8 tháng 3 năm 1990) là một cầu thủ bóng đá người Tây Ban Nha đang chơi cho câu lạc bộ FC Dallas ở vị trí tiền vệ phòng ngự.

## Sự nghiệp câu lạc bộ

### Real Sociedad
Một sản phẩm của lò đào tạo trẻ Real Sociedad, Illarramendi được sinh ra ở Mutriku, Gipuzkoa và anh đã dành phần lớn của 4 mùa giải chuyên nghiệp cho đội B, đóng góp 27 trận và 2 bàn thắng trong mùa giải 2009-10 giúp đội bóng xứ Basque trở lại Segunda División B sau một năm vắng mặt. Ngày 19 tháng 6 năm 2010, trong ngày cuối cùng của Segunda División, đội một đã được thăng hạng lên La Liga. Anh đã xuất hiện chính thức lần đầu ở đội một trong một trận thua 1-4 trước Elche CF trên sân khách.

## Thống kê sự nghiệp câu lạc bộ
Tính đến 29 tháng 10 năm 2017
| Câu lạc bộ          | Mùa giải                | Giải đấu | Giải đấu | Cúp quốc gia | Cúp quốc gia | Châu Âu | Châu Âu | Khác1 | Khác1 | Tổng cộng | Tổng cộng |
| Câu lạc bộ          | Mùa giải                | Trận     | Bàn      | Trận         | Bàn          | Trận    | Bàn     | Trận  | Bàn   | Trận      | Bàn       |
| ------------------- | ----------------------- | -------- | -------- | ------------ | ------------ | ------- | ------- | ----- | ----- | --------- | --------- |
| Real Sociedad       | 2009–10                 | 1        | 0        | 0            | 0            | —       | —       | —     | —     | 1         | 0         |
| Real Sociedad       | 2010–11                 | 3        | 0        | 0            | 0            | —       | —       | —     | —     | 3         | 0         |
| Real Sociedad       | 2011–12                 | 18       | 0        | 0            | 0            | —       | —       | —     | —     | 18        | 0         |
| Real Sociedad       | 2012–13                 | 32       | 0        | 2            | 0            | —       | —       | —     | —     | 34        | 0         |
| Real Madrid         | 2013–14                 | 29       | 2        | 9            | 1            | 11      | 0       | 0     | 0     | 49        | 3         |
| Real Madrid         | 2014–15                 | 30       | 0        | 2            | 0            | 7       | 0       | 2     | 0     | 41        | 0         |
| Real Madrid         | Tổng cộng Real Madrid   | 59       | 2        | 11           | 1            | 18      | 0       | 2     | 0     | 90        | 3         |
| Real Sociedad       | 2015–16                 | 33       | 1        | 2            | 0            | —       | —       | —     | —     | 35        | 1         |
| Real Sociedad       | 2016–17                 | 34       | 1        | 5            | 0            | —       | —       | —     | —     | 39        | 1         |
| Real Sociedad       | 2017–18                 | 9        | 3        | 0            | 0            | 2       | 0       | —     | —     | 11        | 3         |
| Real Sociedad       | Tổng cộng Real Sociedad | 130      | 5        | 9            | 0            | 2       | 0       | —     | —     | 141       | 5         |
| Tổng cộng sự nghiệp | Tổng cộng sự nghiệp     | 189      | 7        | 29           | 1            | 20      | 0       | 2     | 0     | 231       | 8         |

1 Bao gồm Supercopa de España, UEFA Super Cup và FIFA Club World Cup.

### Đội tuyển quốc gia
Tính đến  ngày 14 tháng 11 năm 2017.
| Đội tuyển quốc gia Tây Ban Nha | Đội tuyển quốc gia Tây Ban Nha | Đội tuyển quốc gia Tây Ban Nha |
| Năm                            | Số lần ra sân                  | Số bàn thắng                   |
| ------------------------------ | ------------------------------ | ------------------------------ |
| 2017                           | 3                              | 1                              |
| Tổng cộng                      | 3                              | 1                              |

### Bàn thắng quốc tế
| #  | Ngày                | Địa điểm                              | Đối thủ | Bàn thắng | Kết quả | Giải đấu                 |
| -- | ------------------- | ------------------------------------- | ------- | --------- | ------- | ------------------------ |
| 1. | 9 tháng 10 năm 2017 | Sân vận động Teddy, Jerusalem, Israel | Israel  | 1–0       | 1–0     | Vòng loại World Cup 2018 |